# 허의도
허의도(1957년 ~ )는 대한민국의 언론인이자 시인이다. 현재 방송통신심의위원회 사무총장이다.
부산 출생으로 부산고등학교와 부산대학교 경제학과를 졸업하고 2010년 건국대학교에서 언론정보학으로 석사학위를 받았다.
1983년 한국산업은행 조사부에 입사하였다. 그리고 중앙경제신문 기자를 거쳐 중앙일보에서 주로 경제부 문화부 기자생활을 했다. 그리고 중앙일보가 발간하는 경제주간지 이코노미스트 대표와 월간중앙 편집장, 중앙일보 문화부장, 경제부 차장 등 역임하였다. 2008년  2010년  2012년를 펴냈다.
대학 재학시 효원문학상 시 부문 당선 후 1988년 계간 《세계의 문학》으로 등단했다. 기자생활을 하며 한국신문윤리위원회 위원과 한국기자협회 저널리즘 편집위원을 지냈다.
포스코경영연구소 전무 경영자문위원으로 재직 중이던 2014년 11월 방송통신심의위원회 사무총장에 선임됐다.

## 저서
- 낭만아파트 - 바보, 문제는 아파트야! 우리 시대의 위험한 문화코드 (2008)
- 미디어 혁신에 관한 거의 모든 시선-M Eveything (2010)
- 따뜻한 자본주의 (2012)